# توماس کالنبرگ
توماس کالنبرگ (دانمارکی: Thomas Kahlenberg؛ زادهٔ ۲۰ مارس ۱۹۸۳) بازیکن فوتبال سابق اهل دانمارک است.
وی برای تیم ملی فوتبال دانمارک ۴۷ بازی انجام داده و ۵ گل به ثمر رسانده‌است. پست تخصصی این بازیکن نیز، هافبک هجومی است. او در تاریخ ۶ مارس ۲۰۲۰ به کرونا ویروس جدید مبتلا شد. 

## افتخارات
بروندبی
- سوپر لیگ فوتبال دانمارک: ۰۲–۲۰۰۱, ۰۵–۲۰۰۴
- جام حذفی فوتبال دانمارک: ۰۳–۲۰۰۲, ۰۵–۲۰۰۴